# Proclorperazina
Proclorperazina, vendida sob a marca Compazine entre outras, é um medicamento usado para tratar náuseas, esquizofrenia, enxaquecas e ansiedade. É um medicamento menos indicado para ansiedade. Pode ser tomado por via oral, retal, injeção na veia ou injeção no músculo.
Os efeitos colaterais comuns incluem sonolência, visão turva, pressão arterial baixa e tontura. Os efeitos colaterais graves podem incluir distúrbios do movimento, incluindo discinesia tardia e síndrome neuroléptica maligna. O uso durante a gravidez e a amamentação geralmente não é recomendado. É um antipsicótico típico que se acredita atuar afetando os níveis de dopamina no cérebro.
A proclorperazina foi aprovada para uso médico nos Estados Unidos em 1956. Está disponível como medicamento genérico. Uma dose no Reino Unido custava ao NHS cerca de £ 0,04 em 2019. Nos Estados Unidos, o custo no atacado deste montante é de cerca de 0,24 dólares americanos. Em 2016, foi o 288º medicamento mais comumente prescrito nos Estados Unidos, com mais de um milhão de prescrições.